# 이와다테 유야
이와다테 유야(일본어: 岩舘 侑哉, 1985년 5월 25일 ~ )는 일본의 전 축구 선수이다.

## 구단 경력
과거 미토 홀리호크, 카마타마레 사누키에서 활동하였다.